# Messerschmitt Me 323
De Messerschmitt Me 323 was een militair transportvliegtuig bedoeld voor het transport van goederen en was in gebruik bij de Duitse Luftwaffe. Het was het grootste transportvliegtuig dat tijdens de Tweede Wereldoorlog actief was en was ontworpen door Josef Fröhlich.
De Me 323 was een gemotoriseerde versie van het Messerschmitt Me 321-zweefvliegtuig. De eerste vlucht vond plaats op 20 januari 1942 met een viermotorige uitvoering. Vanaf september 1942 werden zesmotorige varianten geproduceerd in Leipheim en bij het concentratiekamp Flossenbürg in de buurt van Obertraubling. Het vliegtuig is onder andere ingezet boven de Middellandse Zee om wapentuig naar het front in Afrika te transporteren. Doordat de geallieerden na verloop van tijd de overhand kregen in het luchtruim boven de Middellandse Zee, kwam het transportvliegtuig regelmatig in luchtgevechten terecht. Alleen al op 22 april 1943 werden er veertien exemplaren van de Me 323 neergeschoten. In september 1943 gingen er nog eens 65 toestellen verloren. Daarop werd besloten om vanaf oktober 1943 het vliegtuig vooral in te zetten voor het verplaatsen van materieel naar het oostfront. In het jaar 1944 werd besloten om de Duitse vliegtuigbouw toe te spitsen op jachtvliegtuigen, een noodoplossing om het luchtoverwicht van de geallieerden tegen te gaan. De bouw van de Me 323 werd hierdoor gestopt.

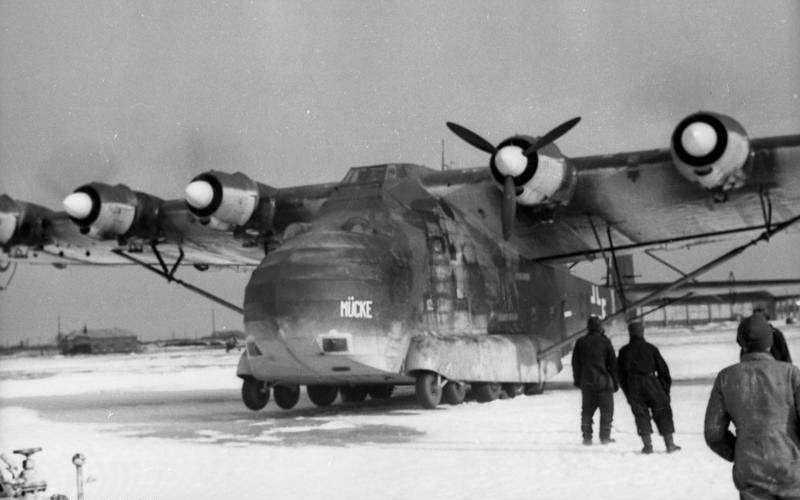
Me 323 aan het Oostfront in Rusland (januari 1943)
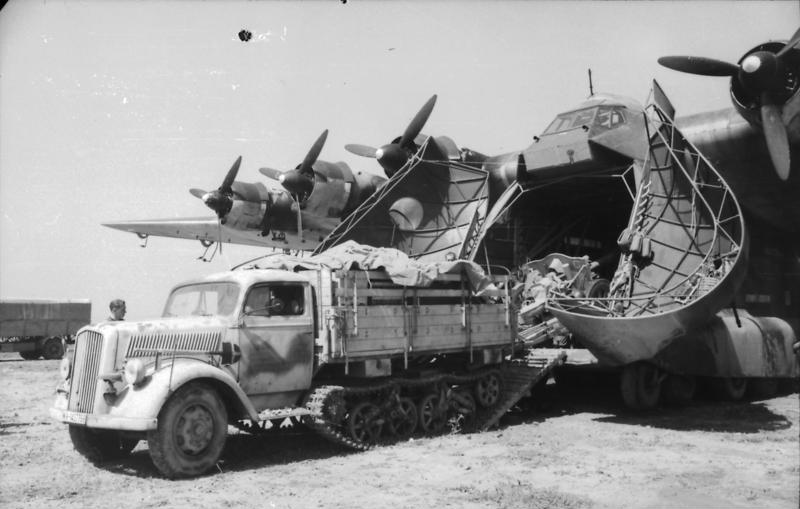
Een halftrack met kanon verlaat een Me 323 in Italië (1943)
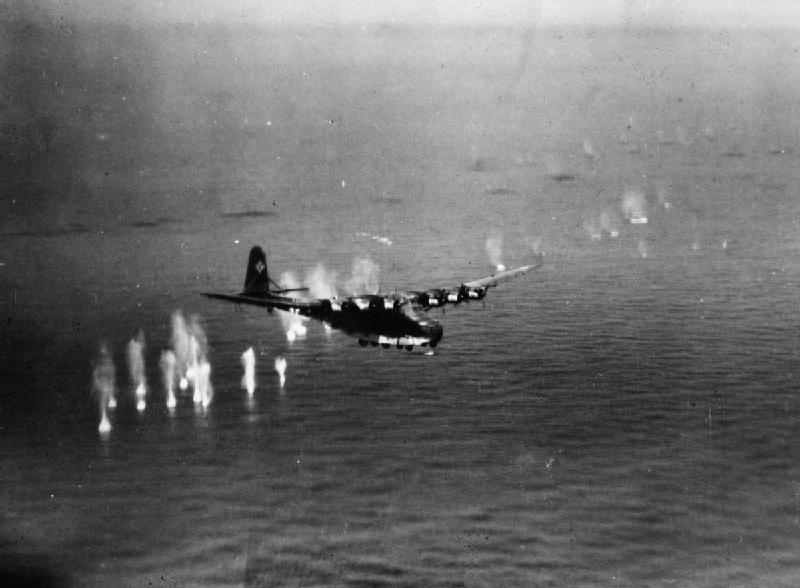
Me 323 onder vuur bij Corsica
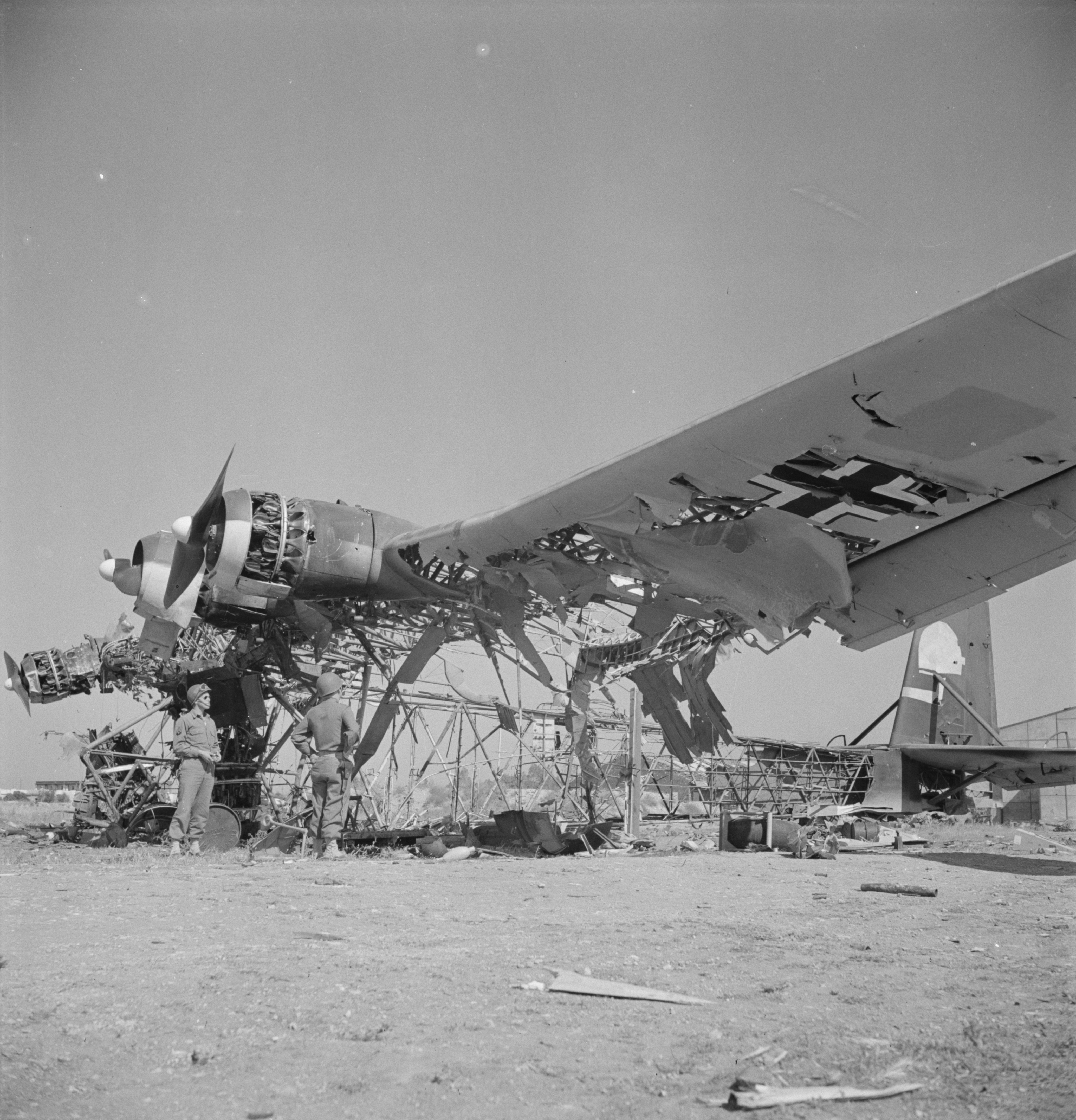
Wrak van een Me 323 op het vliegveld El Aouiana, Tunis

Vooroorlogse ontwerpen:
S 7 ·
S 8 ·
S 9 ·
S 10 ·
S 13 ·
S 14 ·
S 15 ·
S 16 ·
M 17 ·
M 18 ·
M 19 ·
M 20 ·
M 21 ·
M 22 ·
M 23 ·
M 24 ·
M 25 ·
M 26 ·
M 27 ·
M 28 ·
M 29 ·
M 30 ·
M 31 ·
M 33 ·
M 35 ·
M 36 · 
M 37
Ontwerpen 1933-1945:
Bf 108 · 
Bf 109 ·
Bf 109TL ·
Bf 109Z ·
Bf 110 ·
Bf 161 ·
Bf 162 ·
Me 163 · 
Me 209 ·
Me 210 ·
Me 261 ·
Me 262 · 
Me 263 ·
Me 264 · 
Me 265 · 
Me 290 · 
Me 309 ·
Me 309Z ·
Me 321 · 
Me 323 · 
Me 328 · 
Me 334 ·
Me 410 · 
Me 509 · 
Projecten tot 1945:
P.1051 ·
P.1062 ·
P.1065 ·
P.1070 ·
P.1073 ·
P.1092 ·
P.1095 ·
P.1099 ·
P.1100 ·
P.1101 ·
P.1102 ·
P.1103 ·
P.1104 ·
P.1106 ·
P.1107 ·
P.1108 ·
P.1109 ·
P.1110 ·
P.1111 ·
P.1112
Libelle ·
Schwalbe ·
Wespe ·
P.08.01 ·
Zerstörer Project II
Overig:
C-44